# Jochen Brandt

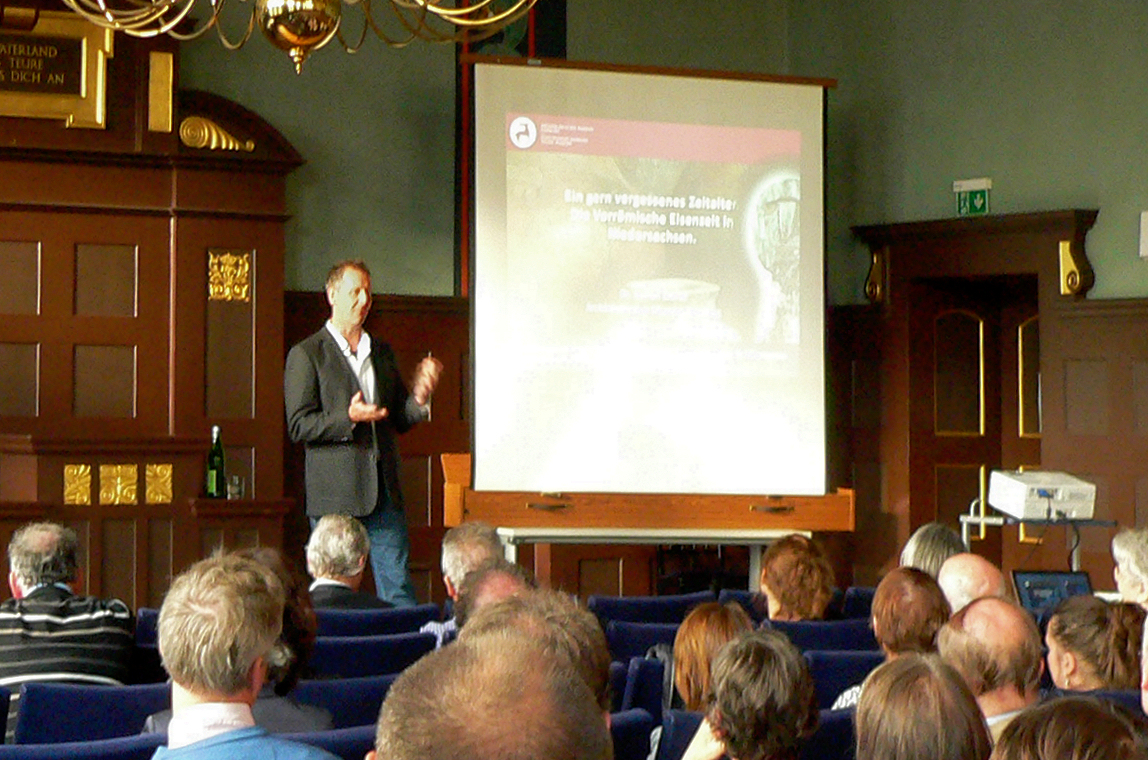
Jochen Brandt bei der Jahrestagung der Archäologischen Kommission für Niedersachsen in Nienburg (2018)

Jochen Brandt (* 23. Juni 1968 in Hamburg-Harburg) ist ein deutscher Prähistoriker. Seit 2005 nimmt er als Kreisarchäologe die Aufgaben der Bodendenkmalpflege im Landkreis Harburg in Niedersachsen wahr.

## Werdegang
Nach dem Abitur in Winsen (Luhe) und der Ableistung von Zivildienst studierte Brandt Vor- und Frühgeschichte an der Universität Kiel. Er schloss sein Studium im Jahr 2000 mit der Promotion mit einer Dissertation mit dem Thema Jastorf und Latène. Kultureller Austausch und seine Auswirkungen auf soziopolitische Entwicklungen in der vorrömischen Eisenzeit ab.
Nach der Promotion leitete Brandt eine Ausgrabungskampagne auf dem Sächsischen Gräberfeld bei Immenbeck. Im Anschluss war er als Grabungsleiter in Mecklenburg-Vorpommern tätig. Danach arbeitete er als Projektverantwortlicher im Referat für Sonderprojekte des Landesamtes für Bodendenkmalpflege Mecklenburg-Vorpommern, das den Bau von Straßen und Erdgasleitungen archäologisch betreute.
Seit dem 1. November 2005 ist Brandt Kreisarchäologe für den Landkreis Harburg mit Dienstsitz im Helms-Museum in Hamburg-Harburg, für das er auch als wissenschaftlicher Mitarbeiter tätig ist. An der Universität Hamburg ist er Lehrbeauftragter für Vor- und Frühgeschichtliche Archäologie; er lehrt die Fächer Eisenzeit, Sozialarchäologie, Bodendenkmalpflege und Denkmalmanagement.

## Schriften (Auswahl)
- Mittelgebirgsburgen der vorrömischen Eisenzeit als ethnischer und sozialer Indikator in: Offa 1999, S. 259–293 (Digitalisat).
- Jastorf und Latène: kultureller Austausch und seine Auswirkungen auf soziopolitische Entwicklungen in der vorrömischen Eisenzeit (= Internationale Archäologie Band 66). Verlag Marie Leidorf, Rahden/Westf. 2001, ISBN 3-89646-338-1 (Dissertation).
- Ein Trunk fürs Jenseits in: Archäologie in Niedersachsen 2002. S. 42–45 (Digitalisat).
- Eine Siedlung der jüngeren vorrömischen Eisenzeit in der Gemarkung Kölln, Lkr. Demmin in: Bodendenkmalpflege in Mecklenburg-Vorpommern 53, 2005 (Digitalisat).
- Ein verlorenes Zeitalter? – Die vorrömische Eisenzeit in Mecklenburg-Vorpommern (550 v. Chr. – Christi Geburt) in: Die Autobahn A20 – Norddeutschlands längste Ausgrabung: Archäologische Forschungen auf der Trasse zwischen Lübeck und Stettin. 2005, S. 81–82 (Digitalisat).
- Polygynie als Faktor sozioökonomischer Differenzierung in vorindustriellen Gesellschaften: zwei ethnographische Fallbeispiele und die Problematik der archäologischen Quellen der vorrömischen Eisenzeit. in: E. Fries, U. Rambuschek (Hrsg.): Von wirtschaftlicher Macht und militärischer Stärke. Beiträge zur archäologischen Geschlechterforschung. Waxmann, Münster 2011, S. 115–134 (Digitalisat).
- Leben mit Leichen im Keller in: Archäologie in Niedersachsen 2015, S. 139–142 (Digitalisat).
- Das spätsächsische Gräberfeld von Neu Wulmstorf-Elstorf, Ldkr. Harburg in: Aktuelle Forschungen an Gräberfeldern des 1. Jahrtausends n. Chr., 2016, S. 213–226 (Digitalisat)
- mit Jens Schneeweiss: Ein neuer Blick auf die „Alte Burg“ von Hollenstedt im Lichte aktueller Untersuchungen. In: Hammaburg 17, 2017, S. 71–145.